# Крум Неврокопски
Крум Спасов Неврокопски е български общественик и политик от Македония.

## Биография
Роден е на 4 март 1930 година в горноджумайското село Крупник. Негов брат е политикът Иван Неврокопски. По време на комунистическия режим в България лежи 9 години в лагерите в Белене и Богданов дол заради „антидържавна дейност“. Завършва право в Софийския университет и работи като адвокат.
След падането на комунистическия режим, в 1990 година участва в заседанията на Кръглата маса от страна на БЗНС „Никола Петков“, член на Съюза на демократичните сили. В 1990 - 1991 година е депутат в VII велико народно събрание от листата на СДС и член на парламентарната Законодателна комисия.
Умира в 2004 година.